# 原田八州生
原田 八洲生（はらだ やすお、1924年 - ）は、神奈川県出身のプロ野球選手。ポジションは捕手。

## 来歴・人物
逗子開成中学校（現・逗子開成中学校・高等学校）卒業後、1943年に大和軍に入団。しかし、鈴木秀雄の壁は厚く、一軍出場を果たす事が出来ないまま同年末に退団した。

## 詳細情報

### 年度別打撃成績
- 一軍公式戦出場なし

### 背番号
- 21 （1943年）